# Hypocnemis flavescens
Hypocnemis flavescens е вид птица от семейство Thamnophilidae.

## Разпространение
Видът е разпространен в Бразилия, Венецуела, Гвиана и Колумбия.